# 小行星9261
小行星9261（英語：9261 Peggythomson）是一颗围绕太阳公转的小行星。1953年10月8日，Indiana University在摩根县发现了此天体。
这颗小行星的绝对星等为193.92466等。